# Série Mortal
A Série Mortal é uma saga de histórias escritas pela autora norte-americana Nora Roberts sob o pseudônimo J. D. Robb. As histórias são protagonizadas pela tenente Eve Dallas e seu marido Roarke, e é ambientada em Nova York, no futuro, em meados do século XXI. Outros personagens comuns na série incluem o capitão Ryan Feeney, detective Delia Peabody, detective Ian McNab e a doutora Charlotte Mira.
Novos livros continuam a ser escritos e continuarão sendo, enquanto Roberts tiver vontade de escrevê-los. A autora já esclareceu que a série nunca conterá algum filho de Eve e Roarke, uma vez que o fim da série  acontecerá com uma eventual gravidez de Eve. [carece de fontes?]

### Contos
Além dos livros da Série Mortal foram publicados vários contos e outro livro envolvendo ou relacionado ao universo da série. Nenhum desses contos foi publicado no Brasil ou em Portugal.
1. Meia-Noite Mortal (Midnight in Death), Antologia Silent Night (1998)
2. Interlúdio Motal (Interlude in Death), Antologia Out of this World (2001)
3. Doce Relíquia (Remember When) com Nora Roberts (2003)
  1. Livro com duas partes: a primeira é ambientada nos dias atuais sob o pseudônimo Nora Roberts e contém o pano de fundo para a história da segunda parte, a qual é protagonizada por Eve Dallas e foi publicada, nos EUA, com o nome Big Jack (2010)[1]
4. Assombração Mortal (Haunted in Death), Antologia Bump in the Night (2006)
5. Eternidade Mortal (Eternity in Death), Antologia Dead of Night Anthology (2007)
6. Ritual Mortal (Ritual in Death), Antologia Suite 606 Anthology (2008)
7. Saudade Mortal (Missing in Death), Antologia The Lost (2009)
8. Possessão Mortal (Possession in Death), Antologia The Other Side (2010)
9. Caos Mortal (Chaos in Death), Antologia The Unquiet Anthology (2011)
10. Sequestro Mortal (Taken in Death), Antologia Mirror, Mirror (2013)- Não foi publicado no Brasil, nem em Portugal